# Liste der Kulturdenkmäler in Hochspeyer
In der Liste der Kulturdenkmäler in Hochspeyer sind alle Kulturdenkmäler der rheinland-pfälzischen Ortsgemeinde Hochspeyer aufgeführt. Grundlage ist die Denkmalliste des Landes Rheinland-Pfalz (Stand: 21. Juli 2023).

## Denkmalzonen
| Bezeichnung                    | Lage                                                      | Baujahr                 | Beschreibung | Bild                           |
| ------------------------------ | --------------------------------------------------------- | ----------------------- | --- | ------------------------------ |
| Denkmalzone Friedhof           | Friedhofstraße Lage                                       | 18. bis 20. Jahrhundert | Gruppe von fünf barocken Grabsteinen des 18. Jahrhunderts, mit Reliefs und Inschriften; Grabmal Familie Jakob Ruby, neuklassizistische Granitstele, Relief einer Trauernden, um 1911; Grabmal Familie Barth, Schauwand, Neurenaissance, um 1886; Grabmal Anna Maria Rubelin, klassizistische Rotsandstein-Stele mit Urnenbekrönung, 1830; Grabstätte Familie Diemer, kleine Anlage mit Grabsteinen des 19. und vom Anfang des 20. Jahrhunderts; Kriegerdenkmal 1914/18, errichtet 1935; Grabstätte Familie Ritter, kleine Anlage mit drei spätklassizistischen Grabsteinen; Kriegerdenkmal 1870/71, errichtet 1911 | weitere Bilder Fotos hochladen |
| Denkmalzone Jüdischer Friedhof | Friedhofstraße, innerhalb des christlichen Friedhofs Lage | 1927                    | 1927 eröffnet, sieben Granitgrabsteine von 1927 bis 1936 | Fotos hochladen                |

## Einzeldenkmäler
| Bezeichnung                            | Lage                                       | Baujahr                   | Beschreibung | Bild                           |
| -------------------------------------- | ------------------------------------------ | ------------------------- | --- | ------------------------------ |
| Wittelsbacher Denkmal                  | Am Heiligenberg, hinter Nr. 2 Lage         | 1880                      | Sandstein-Obelisk, bezeichnet [1180–]1880                                                                            | Fotos hochladen                |
| Wohnhaus                               | Fischbacher Straße 3 Lage                  | 18. Jahrhundert           | barockes Fachwerkhaus, teilweise massiv, 18. Jahrhundert                                                             | BW                             |
| Torstenson-Kreuz                       | Hauptstraße, westlich von Nr. 1 Lage       | um 1420                   | spätgotisches Sandsteinkreuz, um 1420                                                                                | Fotos hochladen                |
| Katholische Pfarrkirche St. Laurentius | Hauptstraße 58 Lage                        | 1859                      | neugotischer Saalbau, 1859, Baurat Tanera, Speyer, 1912 von Rudolf von Perignon erweitert                            | weitere Bilder Fotos hochladen |
| Wohnhaus                               | Hauptstraße 102 Lage                       | um 1800                   | klassizistischer Krüppelwalmdachbau, um 1800                                                                         | Fotos hochladen                |
| Rathaus                                | Hauptstraße 121 Lage                       | 1909                      | neubarocker Mansarddachbau mit Krüppelwalmen, bezeichnet 1909                                                        | weitere Bilder Fotos hochladen |
| Hofanlage                              | Hauptstraße 122, Enkenbacher Straße 2 Lage | 1805                      | Dreiseithof; klassizistischer Krüppelwalmdachbau, bezeichnet 1805, Toranlage, bezeichnet 1807                        | Fotos hochladen                |
| Gasthaus                               | Hauptstraße 123/125 Lage                   | um 1800 ff.               | Gasthaus, um 1800 ff.; großer Vierseithof, Hauptgebäude mit Krüppelwalmdach                                          | Fotos hochladen                |
| Gasthaus „Zu den Drei Königen“         | Hauptstraße 132 Lage                       | vor 1740                  | Gasthaus „Zu den Drei Königen“; teilweise Fachwerk, bezeichnet 1836, im Kern wohl vor 1740                           | weitere Bilder Fotos hochladen |
| Wohnhaus                               | Hauptstraße 142 Lage                       | 1791                      | spätbarockes Wohnhaus mit verschieferten Fachwerkgiebeln, bezeichnet 1791; Breitgaube, spätes 19. Jahrhundert        | Fotos hochladen                |
| Villa                                  | Hauptstraße 145 Lage                       | 1897                      | eineinhalbgeschossiger spätgründerzeitlicher Klinkerbau, bezeichnet 1897                                             | Fotos hochladen                |
| Forsthaus                              | Hauptstraße 180 Lage                       | Ende des 19. Jahrhunderts | ehemaliges Forstamt; villenartiger gründerzeitlicher Sandsteinquaderbau, Ende des 19. Jahrhunderts                   | Fotos hochladen                |
| Protestantische Pfarrkirche            | Kirchstraße 7 Lage                         | 1770                      | spätbarocker Saalbau, 1770, Turm, Rotsandsteinquader, bezeichnet 1870                                                | weitere Bilder Fotos hochladen |
| Wohnhaus                               | Münchhofstraße 8 Lage                      | 1844                      | eingeschossiges Unterstallhaus, bezeichnet 1844                                                                      | Fotos hochladen                |
| Hofanlage                              | Münchhofstraße 35 Lage                     | 18. Jahrhundert           | Einfirsthof; Krüppelwalmdachbau, Fachwerk, 18. Jahrhundert                                                           | Fotos hochladen                |
| Münchhof                               | Münchhofstraße 39 Lage                     | 18. Jahrhundert           | Hofanlage, 18. Jahrhundert; barocker Krüppelwalmdachbau, Fachwerk, bezeichnet 1740, Stallscheune mit Krüppelwalmdach | Fotos hochladen                |
| Hofanlage                              | Weiherstraße 11 Lage                       | 1789                      | Streckhof mit eingeschossigem Wohnhaus, bezeichnet 1789, im 19. Jahrhundert überformt                                | BW                             |